# Piorun (Schiff, 1940)
Die Piorun (G65) war ein Zerstörer der polnischen Exil-Marine im Zweiten Weltkrieg. Der Zerstörer wurde ursprünglich für die Royal Navy als Nerissa (G65) gebaut, aber vor seiner Indienststellung an die polnische Marine als Ersatz für die vor Norwegen versenkte Grom zur Verfügung gestellt.

Die Piorun diente in der britischen Home Fleet. Dass sie die nach Frankreich laufende Bismarck im Nordatlantik wiederfand, leitete deren endgültige Vernichtung ein. Ab Mitte 1943 wurde die Piorun im Mittelmeer bei den alliierten Landungen in Italien und ab 1944 wieder bei der Home Fleet eingesetzt.
Im August 1946 wurde der Zerstörer in Harwich wieder an die Royal Navy zurückgegeben.
Umbenannt in Noble blieb der Zerstörer in der Reserve, bis er 1955 abgebrochen wurde.

## Geschichte des Zerstörers
Der Bauauftrag für den Zerstörer ging am 15. April 1939 an John Brown in Clydebank für zwei Zerstörer der „N- oder Napier-Klasse“, die eine Wiederholung der 1937 bestellten J- und K-Klasse sein sollten und von denen bei der Auftragsvergabe nur die bei Brown gebaute Jackal wenige Tage früher abgenommen worden war. Der Auftrag wurde vor dem für die M-Klasse erteilt, die eine Wiederholung der 1938 bestellten L-Klasse werden sollte, die eine neue Hauptbewaffnung einführen sollte.

### Baugeschichte
Die Werft in Clydebank hatte im März 1937 schon Aufträge für zwei gleichartige Zerstörer erhalten, die bei der erneuten Auftragsvergabe als Jackal und Javelin gerade von der Royal Navy übernommen wurden. Die Kiellegung der N-Neubauten erfolgte am 26. Juli 1939. Die Baunummern 563/564 sollten die Namen Nerissa und Nizam erhalten.

Die Nerissa lief dann am 7. Mai 1940 als erstes der acht Boote der N-Klasse vom Stapel. Sie hielt auch einen Fertigungsvorsprung vor dem Flottillenführer der Klasse, der bei Fairfield entstehenden Napier und den zweiten Booten beider Werften (Nizam, Nestor), die von der Royal Australian Navy in Dienst genommen wurden. Die Boote der anderen Bauwerften (Denny Brothers, Thornycroft) wurden erst erheblich später fertiggestellt. Die Bauaufträge für die N-Klasse gingen an vier Werften, die schon je zwei Boote der J- und K-Klasse gebaut hatten. Keines der Boote der N-Klasse kam bei der Royal Navy zum Einsatz. Nach einer Vereinbarung kurz vor der Fertigstellung der ersten Boote sollten fünf Zerstörer von der Royal Australian Navy bemannt werden. Ein Boot kam an die Polnische Marine und schließlich wurde im März 1941 die Abgabe der beiden übrigen Boote an die Niederländische Marine vereinbart. Außer den beiden niederländischen Zerstörern kamen die anderen nach dem Kriegsende wieder zur Royal Navy, wo sie bis zum Abbruch in der Reserve verblieben.
Die neuen Boote sollten Wiederholungsbauten der J- und K-Klasse sein und unterschieden sich von diesen nur dadurch, dass ihre Bewaffnung schon bei Auslieferung den Kriegserfahrungen angepasst war. So erhielt die Nerissa nur einen Torpedosatz und an Stelle des hinteren ein 102-mm-L/45-Mk-V-Fla-Geschütz und statt für die im Ursprungsentwurf vorgesehenen Fla-MG-Vierlinge vier einzelne 20-mm-Oerlikon-Maschinenkanonen sowie zwei Vickers-12,7-mm-Zwillings-MG.

### Einsatzgeschichte
Während der Abnahmetests wurde die Nerissa an die polnische Exil-Marine abgegeben, die 1939 drei ihrer Zerstörer (Grom, Błyskawica, Burza) nach Großbritannien geschickt hatte. Am 3. Mai 1940 hatte die Royal Navy mit der Garland den Polen bereits einen weiteren Zerstörer zur Verfügung gestellt. Allerdings war auch die Grom am 4. Mai 1940 vor der norwegischen Küste von der Luftwaffe versenkt worden. Dieser wurde jetzt durch die Nerissa ersetzt, die in ORP Piorun umbenannt wurde. Der im Wortsinn ähnliche Namen betonte diese Beziehung. Der Zerstörer begann seinen Dienst bei der Home Fleet wie die Masse der britischen Zerstörer und übernahm Sicherungsaufgaben bei den Flotteneinheiten wie beim Schiffsverkehr zu den Britischen Inseln.

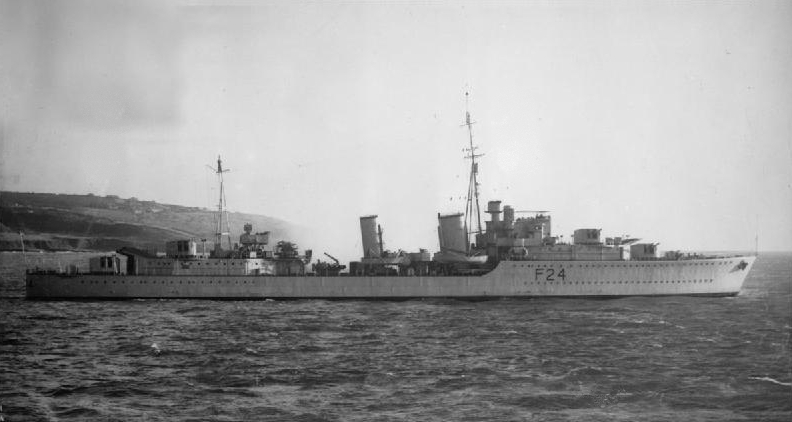
HMS Maori, Rottenboot bei der Bismarck-Suche

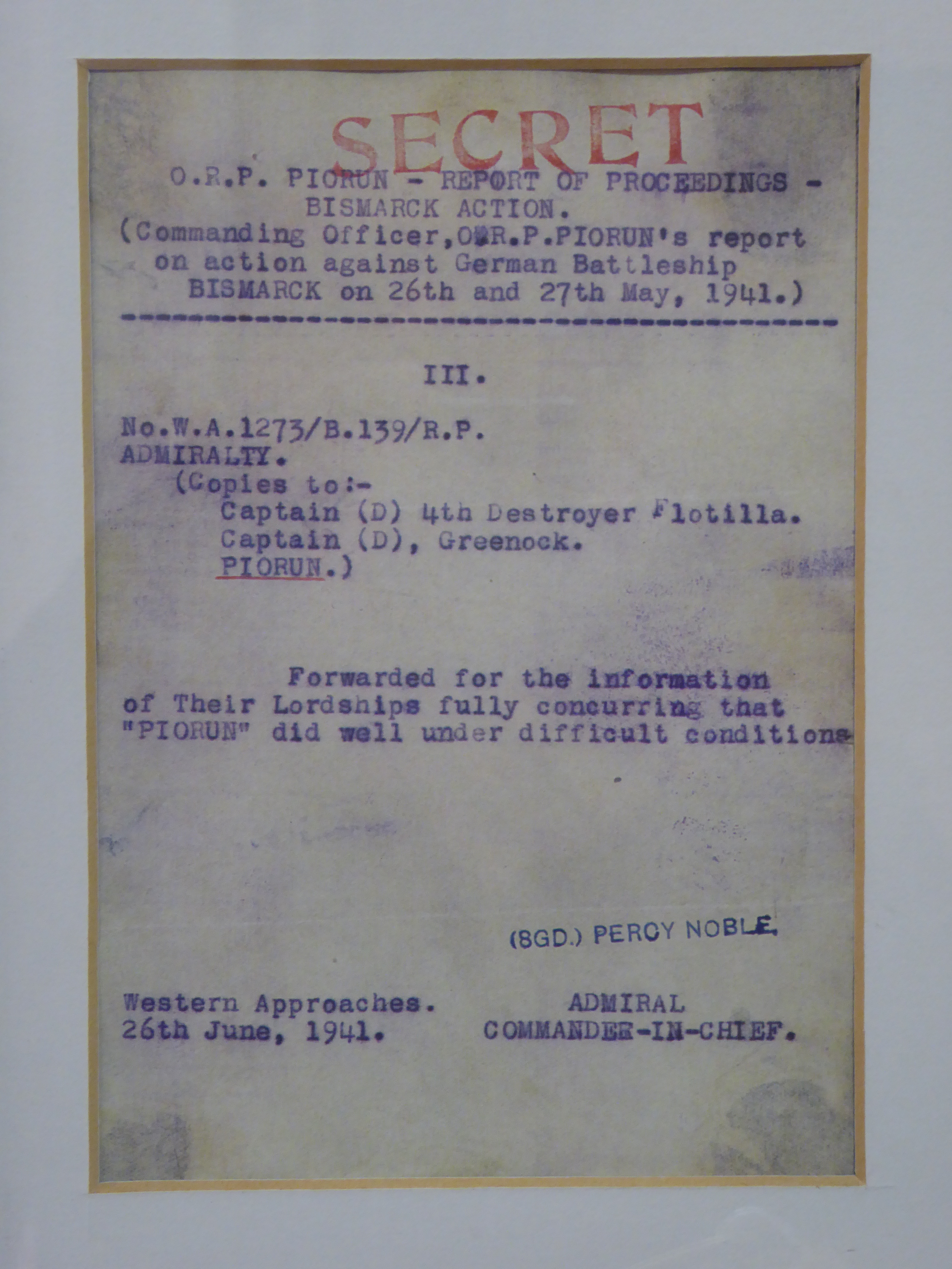
Ein geheimer Bericht vom 26. Juni 1941 attestiert der ORP Piorun bei der Aktion gegen die Bismarck gute Leistungen unter schwierigen Bedingungen

Seit Ende Februar 1941 befand sich der Zerstörer in der Bauwerft, um erkannte Mängel abzustellen, als am 13. März die Luftwaffe die Werften in Glasgow angriff. Die Piorun beteiligte sich in der Werft liegend an der Luftverteidigung. Nach Beendigung des Werftaufenthalts wurde der Zerstörer im Rahmen verschiedener Escort Groups in der Sicherung von Geleitzügen eingesetzt. Am 26. Mai 1941 wurde die Piorun mit der britischen 4. Zerstörer-Flottille unter Captain Vian und den Tribal-Zerstörern Zulu, Sikh, Cossack, Maori vom Geleitschutz des Truppentransport-Konvois WS 8B abgezogen um sich an der Suche nach dem deutschen Schlachtschiff Bismarck zu beteiligen. Der Konvoi lief unter dem Schutz der Kreuzer Cairo und Exeter mit drei Zerstörern weiter. Das auf dem Weg aus dem Atlantik nach Frankreich laufende deutsche Schlachtschiff Bismarck war von einem Catalina-Flugboot entdeckt worden, durch den Kreuzer Sheffield beschattet und von den Swordfish-Torpedobombern des Trägers Ark Royal der aus Gibraltar kommenden Force H torpediert und fast manövrierunfähig geworden. In der Nacht zum 27. wurde die Zerstörer-Flottille auf die Bismarck angesetzt. Die Piorun sichtete das deutsche Schlachtschiff als erste und hielt mit Maori Fühlung. Der Angriff der fünf Zerstörer blieb erfolglos, aber auch Bismarck konnte keinen Treffer erzielen, verschoss dabei viel Munition und wurde am nächsten Morgen von den Schlachtschiffen King George V und Rodney zusammengeschossen. Piorun musste das Kampfgebiet vorzeitig wegen Treibstoffmangels verlassen und wurde auf dem Weg nach Plymouth am 28. Mai von der Luftwaffe angegriffen, hatte allerdings mehr Glück als ihr Rottenboot Maori, dass bei einem ähnlichen Angriff schwer beschädigt wurde.

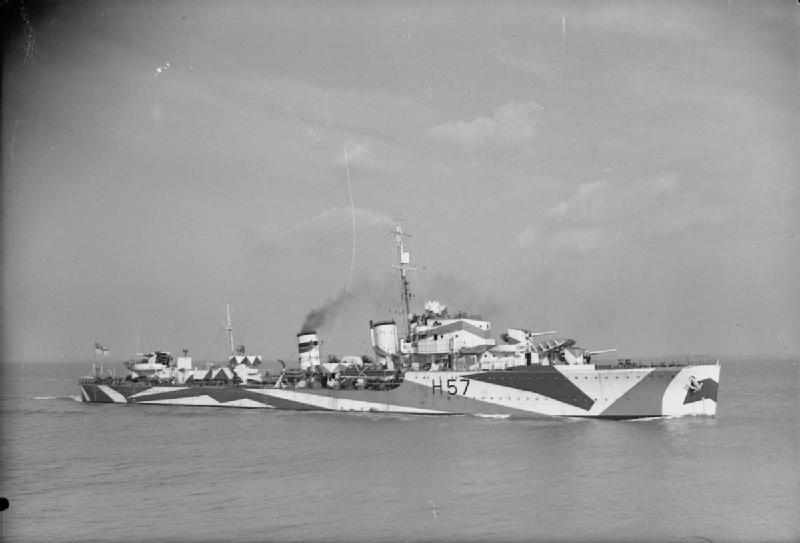
HMS Hesperus, Partnerboot bei der EG B2

Ende September 1941 nahm die Piorun an der Operation Halberd im Mittelmeer zur Versorgung Maltas teil, wobei sie in der Deckungsgruppe die Angriffe italienischer Torpedoflugzeuge überstand. Nach einer Werftliegezeit im Dezember 1941 kam der Zerstörer ab Januar 1942 wieder bei den Escort Groups auf dem Nordatlantik zum Einsatz.
Am 20. April 1942 begann ein festgelegter Turnus für die Sicherung der Atlantikgeleitzüge vom Westen nach Osten zu den britischen Inseln mit den vorhandenen elf „Ocean Escort Groups“ Die Piorun war der „ÉG B2“ zugeteilt, die ab dem 23. den Geleitzug SC 81 mit 70 Schiffen aus Halifax nach Großbritannien begleiten sollte. Neben dem polnischen Zerstörer gehörten noch der Zerstörer Hesperus und die Korvetten Clematis, Gentian, Sweetbriar und Vervain der Royal Navy zur EG B2.
Von Anfang Oktober bis Anfang Dezember 1942 erfolgte eine Überholung des Zerstörers in Dundee, bei der auch die Bewaffnung verändert wurde. Die Piorun gab das einzelne, ungeschützte 102-mm-Fla-Geschütz ab, an dessen Stelle ein zweiter Fünffach-Torpedorohrsatz wieder montiert wurde. Dazu wurden zwei der einzelnen Oerlikon-Maschinenkanonen und die beiden Zwillings-MG durch vier Zwillings-20-mm-Oerlikons ersetzt.
Nach der Überholung kam der Zerstörer zur Home Fleet nach Scapa Flow und wurde erstmals ab dem
8. Dezember 1942 in der Fernsicherung des Geleitzuges RA 51 von Murmansk kommend eingesetzt. Es folgten Einsätze in der Nahsicherung des Geleitzuges JW 52 mit Beagle, Bulldog, Offa, Onslaught, Matchless und Musketeer und ab dem Rückgeleitzug RA 52 bei dem zusätzlich noch Icarus, Forester und Onslow eingesetzt wurden. Bei den folgenden Geleitzügen, JW 53 nach Osten und RA 53 zurück, verblieb die Piorun bei der Fernsicherung. Am 20. März 1943 wurde der Zerstörer wieder dem „Western Approaches Command“ unterstellt. Im Mai musste die Piorun eine Werft zur Reparatur aufsuchen und wurde dann der „24th Destroyer Flotilla“ im Mittelmeer zur Unterstützung der Landung auf Sizilien zugeteilt.

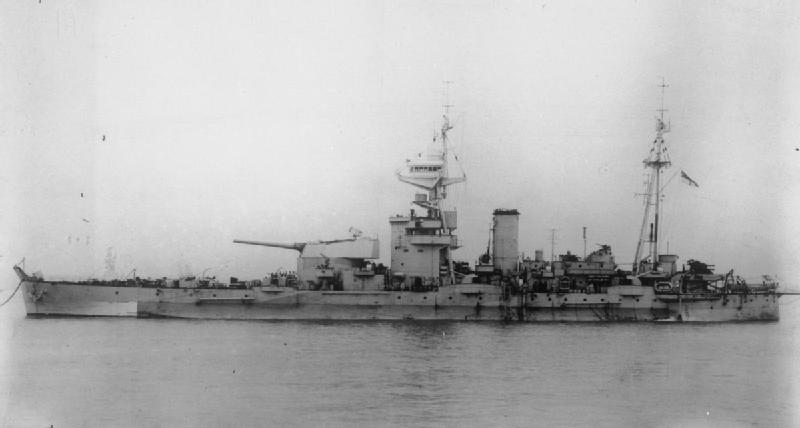
Der Monitor HMS Roberts

Am 10. Juli 1943 begann die Operation Husky, bei der die Piorun zur im Ionischen Meer kreuzenden Deckungsgruppe für den Gesamtaufmarsch gehörte. Am 31. August war der Zerstörer an der Beschießung der Küste zwischen Reggio Calabria und Pessaro, die zur Vorbereitung einer Landung in Kalabrien von den Schlachtschiffen Nelson und Rodney, dem Kreuzer Orion und acht weiteren Zerstörern durchgeführt wurde. Am 2. September erfolgte die britische Landung (Operation Baytown) und die Piorun beschoss erneut Reggio. Ab dem 3. unterstützte sie die Heeresartillerie bei Messina mit den Monitoren Erebus, Roberts, Abercrombie und weiteren Einheiten der Royal Navy. Mitte September gehörte die Piorun dann zu den Sicherungskräften der britischen Flugzeugträger Illustrious und Formidable, welche die US-amerikanische Landung bei Salerno (Operation Avalanche) unterstützten. Am 8. November beschossen die Piorun und die Zerstörer Grenville, Tumult und Tyrian deutsche Stellungen am Golf von Gaeta zur Unterstützung der 5. US-Armee.
Am 26. November 1943 kehrte die Piorun aus dem Mittelmeer nach Greenock zurück, um am 6. Dezember eine erneute Werftliegezeit anzutreten.

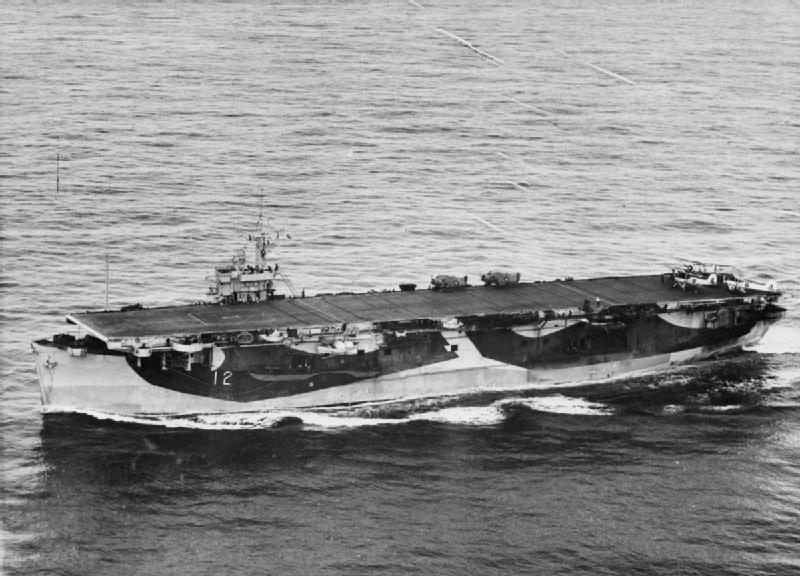
Der Geleitträger HMS Striker

Am 19. Januar 1944 nahm die Piorun ihren Dienst bei der Home Fleet in der „3rd Destroyer Flotilla“ in Scapa Flow wieder auf. Als Teil der Sicherungseinheiten war sie an den Operationen der Home Fleet gegen die Tirpitz beteiligt. Anfang Mai gehörte sie zum Verband um die Flugzeugträger Furious und Searcher und den Kreuzer Berwick zusammen mit den Zerstörern Savage, Wizard, Wakeful, der kanadischen Algonquin und der polnischen Błyskawica. Er griff am 6. den deutschen Geleitverkehr im Raum Kristiansund/Nord an und versenkte zwei Transporter. Nach dem Besuch des Königs in Scapa Flow am 11. gehörte die Piorun zu einem aus den Geleitträgern Emperor und Striker, den Kreuzern Sheffield und Royalist und den Zerstörern Onslow, Obedient, Ursa, Wakeful und Błyskawica neu gebildeten Verband, der 14. und 15. Mai zweimal bei Rørvik und Stadlandet mit Trägerflugzeugen vor Anker liegenden deutsche Schiffe angriff. Trotz zahlreicher Nahtreffer wurde kein Versenkungserfolg erzielt. Am 21. Mai wechselte die Piorun dann zum Ärmelkanal zur Unterstützung der bevorstehenden Invasion, die am 6. Juni in der Normandie erfolgte.
Sie gehörte zum Deckungsverband gegen Angriffe von Überwasserstreitkräften vor dem westlichen Kanal-Zugang in der „10th Destroyer Flotilla“.
Als in der Nacht vom 8./9. Juni die deutsche 8. Z-Flottille mit Z 32, Z 24, ZH 1 und T 24 von Brest versuchte, zum Invasionsraum vorzustoßen, wurde sie nordwestlich der Isle de Bas durch die britische 10. Zerstörer-Flottille mit den Zerstörern Tartar, Ashanti, Eskimo und Javelin sowie den kanadischen Haida und Huron und den polnischen Błyskawica und Piorun abgefangen. Im Gefecht wurde ZH 1 (ex Gerald Callenburgh) durch Torpedos der Ashanti versenkt, Z 32 nach Gefecht mit Haida und Huron bei der Isle de Bas aufgesetzt und gesprengt und auf britischer Seite die Tartar schwer beschädigt.
Am 13. Juni griffen Piorun und Ashanti zwischen St. Malo und Jersey ein deutsches Geleit an und versenkten aus dem Geleitschutz der 24. M-Flottille das Minensuchboot M 343. Auf deutscher Seite wurden noch sieben weitere Booten beschädigt, auf alliierter Seite allerdings nur Piorun. Am 12. August vernichteten der Kreuzer Diadem, Onslow und Piorun bei La Rochelle den Sperrbrecher 7 ex Sauerland (7078 BRT).

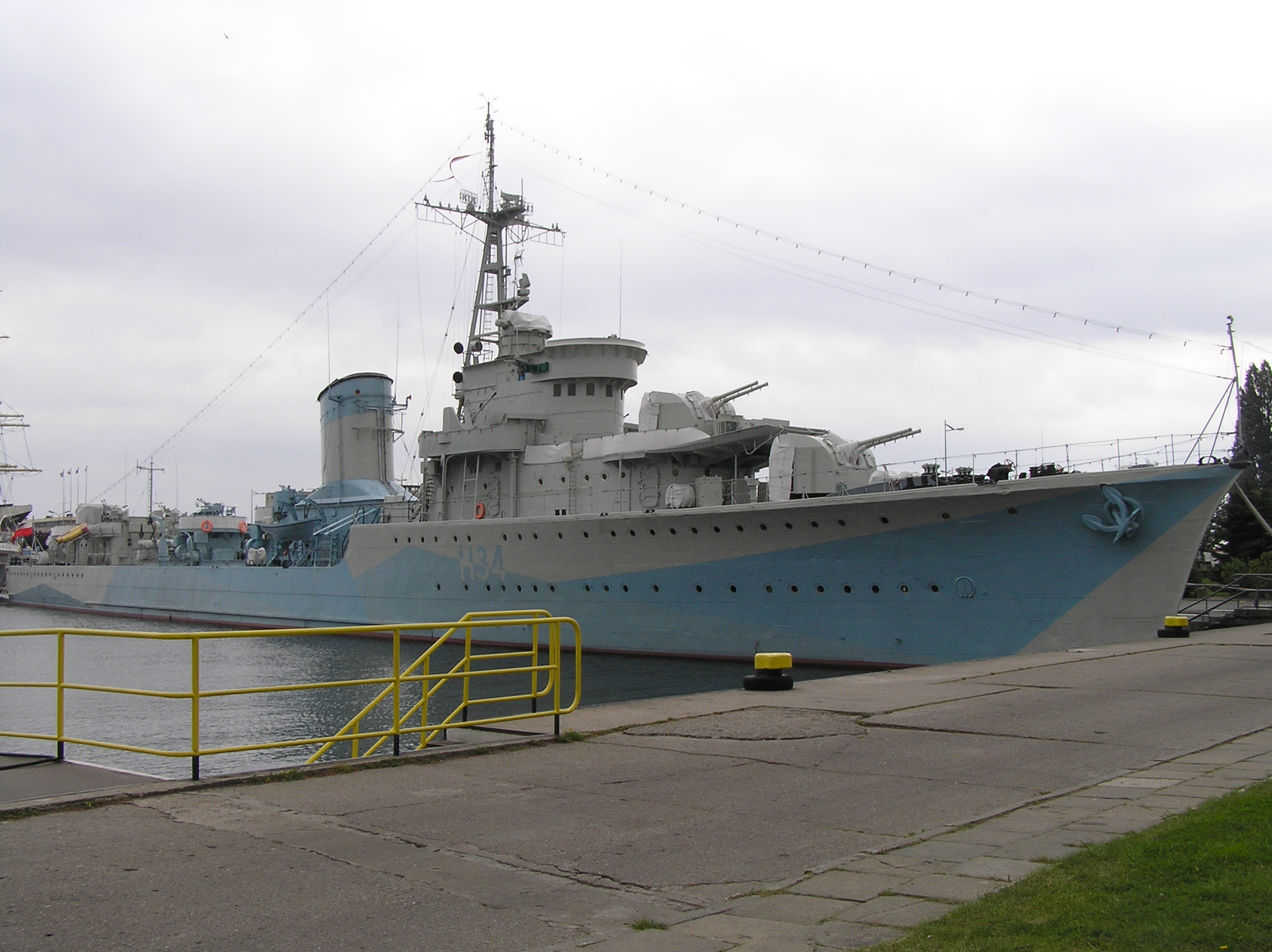
Die als Museumsschiff erhaltene Blyskawica

Am 20. September 1944 führten die polnischen Zerstörer Błyskawica und Piorun zur Unterstützung französischen Résistance-Kämpfer in der Biscaya bei Audierne eine Landung durch. Am 21. konnte Audierne erobert werden.
Die Piorun verblieb in Plymouth für Sicherungsaufgaben auf den südlichen Zufahrtswegen zu den Britischen Inseln. Von Ende Januar bis Ende April 1945 wurde sie nochmals überholt. Sie kam dann wieder zur Home Fleet nach Scapa Flow und besuchte nach der deutschen Kapitulation Häfen in Norwegen, Deutschland und in Großbritannien. Sie wurde der 17. Zerstörerflottille zugeteilt und nahm an der Operation Deadlight, der Versenkung der deutschen U-Boote, teil. Nach kurzem Einsatz bei einem neugebildeten polnischen Geschwader in der Royal Navy wurde die Piorun im August 1946 an die Briten in Harwich zurückgegeben.

## Doch noch zur Royal Navy
Da ihren ursprünglichen Namen Nerissa inzwischen ein Minensuchboot der Algerine-Klasse erhalten hatte, wurde der Zerstörer in HMS Noble umbenannt. Diesen Namen hatte zuletzt ein Schwesterboot getragen, das als Van Galen für die niederländische Marine in Dienst gestellt wurde.

Ein Umbau in eine schnelle U-Boot-Abwehrfregatte vom Typ 15 war zeitweise vorgesehen. Das Boot verblieb aber in der Reserve und wurde im September 1955 zum Abbruch verkauft, der in Dunston on Tyne erfolgte.